# Serafino Pasolino
Serafino Pasolino (citato anche come Pasolini) (Ravenna, 19 giugno 1649 – Ravenna, 24 dicembre 1715) è stato un abate italiano.
Fu abate dei Canonici Lateranensi e insegnante di filosofia e teologia.
Scrisse i Lustri Ravennati, opera in cui fa risalire l'origine di Ravenna a sei secoli dopo il diluvio universale.